# Jean Aziz
Jean Aziz, né le 24 juin 1917 à Jezzine et mort le 13 mars 1986, est un politicien, avocat et poète libanais. Il a commencé sa carrière au Liban en tant qu’avocat avant de participer activement à la vie politique nationale. Il a d’abord été élu député en 1957, représentant le district de Jezzine. Il est devenu connu surtout à partir de 1958 pour son appel à l’unité au sein des différentes factions libanaises. De ce fait, son nom fut considéré pour la présidence.
Aziz a également été reconnu pour sa poésie fortement influencée par la littérature française. Un certain nombre de politiciens se souviennent de lui pour ses discours politiques éloquents vu que son travail écrit a influencé ses capacités de politicien et de juge.
Le 13 mars 1986, Jean Aziz meurt après avoir souffert du diabète.

## Jeunesse
Jean Aziz est né le 24 juin 1917 à Jezzine, au Liban. Il a commencé ses études au Collège Aintoura avant de poursuivre ses études de droit à l’Université Saint Joseph à Beyrouth. Il est devenu un avocat à la cour à la suite de ses études.

## Carrière

### Droit et politique
La carrière d’Aziz a débuté dans le domaine juridique. Il a travaillé comme avocat au Liban avant d’être nommé juge en 1947.
Aziz a commencé sa carrière politique lorsqu’il est devenu député au parlement pour le district de Jezzine en 1957, après avoir collaboré avec Farid Kozma lors des élections législatives. Il a été réélu en 1960, 1964 et 1968. Son engagement dans la politique s’est intensifié quelques années plus tard lorsqu’il a été nommé ministre du Travail et des Affaires sociales dans le cabinet du président Rachid Karamé le 4 avril 1961. Au cours de son mandat, il a présenté et révisé un certain nombre de lois influentes concernant la sécurité sociale et la protection sociale au Liban.
Jean Aziz a occupé d’autres postes dont celui du ministre des médias et de la planification dans le cabinet du président Abdallah al-Yafi de février à octobre 1968. Il a également été nommé ministre de la Communication et des Travaux publics et il a été mentionné comme candidat potentiel à la présidentielle, en particulier en 1976. Aziz était également connu pour son relation étroite avec le président Fouad Chéhab, le troisième président libanais après l’indépendance. Aziz a participé à la création du front démocratique parlementaire en soutien à la présidence de Chéhab et a été secrétaire général du Mouvement Nahj.
Tout au long de sa carrière politique, il a fermement soutenu l’égalité et la solidarité entre les différentes factions libanaises, indiquant fréquemment qu’il ne soutenait aucune faction contre une autre, et essayant constamment de résoudre les conflits confessionnels au Liban, en particulier dans le sud. Aziz aurait été un intermédiaire entre les factions pendant la guerre civile libanaise de 1975-1990 et œuvré pour protéger Jezzine (une enclave chrétienne) pendant ces temps turbulents. Il avait de bonnes relations avec la famille Saad à Saida, la famille Joumblat dans le Chouf et tous les nombreux groupes alliés autour de l’Organisation de Libération de la Palestine (OLP). L’une des façons dont il a pu aider et protéger Jezzine d’autres conflits a été lorsqu’il a lancé un pacte entre deux leaders éminents de cette région: Kamal Joumblatt et Maarouf Saad.

### Poésie
Même si Jean Aziz était surtout reconnu pour son influence en politique, il était aussi poète. C’était cet amour pour la poésie qui a aidé ses compétences politiques oratoires car il pensait que « la politique et la littérature sont deux faces d’une même monnaie ».
Ses œuvres étaient largement influencées par les politiciens français qui ont également contribué à la littérature française comme Charles De Gaulle et François Mauriac. Une de ses œuvres les plus connues, intitulée « Les lumières de la nuit » («Azaher el-Leil»), est fréquemment utilisée par des personnalités publiques lors des cérémonies. C’est un livre composé de ses œuvres de poésie publié par l’Université Notre Dame.

## Vie privée
Alors que son père travaillait comme commerçant de bois au Mexique, le frère de Jean Aziz, Alfred Aziz, s’est fait un nom lorsqu’il est devenu député au Mexique. Il a continué à gravir l’échelle politique lorsqu’il est devenu président du parlement mexicain. En outre, l’oncle de Jean Aziz (le frère de sa mère Anissa) était le patriarche Paul Meouchy, sans doute l’un des plus importants patriarches maronites.
Dans son temps libre, Aziz aimait lire. Ses sujets favoris comprenaient la poésie, la philosophie et l’histoire.
Le 13 mars 1986, Jean Aziz est mort après une lutte contre le diabète. Son corps a été transporté de l’hôpital de l’Université américaine de Beyrouth à l’église Saint-Joseph à Achrafieh pour permettre les prières et les cérémonies religieuses après sa mort. Les funérailles de Jean Aziz se sont déroulées à Jezzine et malgré le siège du district, un grand nombre de hauts fonctionnaires de l’État y ont assisté, tels que des ministres, des personnalités religieuses et des parlementaires,.